# وس‌سینگتون
وس‌سینگتون (به انگلیسی: Wessington) یک روستا و محله مدنی در بریتانیا است که در North East Derbyshire واقع شده‌است. وس‌سینگتون ۵۷۶ نفر جمعیت دارد.